# Дивехи летин
Дивехи летин (также латинская транслитерация мальдивского языка, в быту также латиница Мале или латиница Насира) — утвержденная в 1976 мальдивская система письменности, замененная в 1978 более традиционными таной и арабицей. Дивехи летин всё еще широко используется в неакадемической литературе для транслитерации мальдивских топонимов.

## История
Традиционно мальдивцы пользовались одновременно двумя системами письма, таной для мальдивских текстов и арабицей для арабских.
Образованные мальдивцы были знакомы с текстом Корана, и в детстве впервые учились писать по-арабски.
После этого следовало обучение тане, местной письменности, книги на которой были не так распространены, однако тана широко использовалась в документах.
К середине 1970-х годов, во время правления президента Ибрагима Насира, правительством для использования местной администрацией была введена телексная связь. Введение новых технологий рассматривалось как большой прогресс, однако собственная письменность была помехой, поскольку сообщения могли писаться только латиницей.
Чтобы обойти проблему, мальдивским правительством в 1976 году была официально одобрена и быстро введена в обращение приблизительная латинская транслитерация мальдивского языка.
Рядом исследователей транслитерация критиковалась за сложность изучения и неточную передачу гласных.
Также новая романизация для передачи звуков арабского языка использовала комбинации букв и апострофов, заметно отличающиеся от принятых в академических кругах по всему миру.
Чиновники на Мальдивах обучались читать по-арабски с детства, поскольку религиозное образование преобладало над светским. В документах, содержавших только одну письменность, стало сложнее разобрать арабские религиозные изречения, которые надлежит читать другим тоном.
В 1978 году, вскоре после прихода к власти Момун Абдул Гаюма, была восстановлена традиционная письменность тана.